# História da prostituição

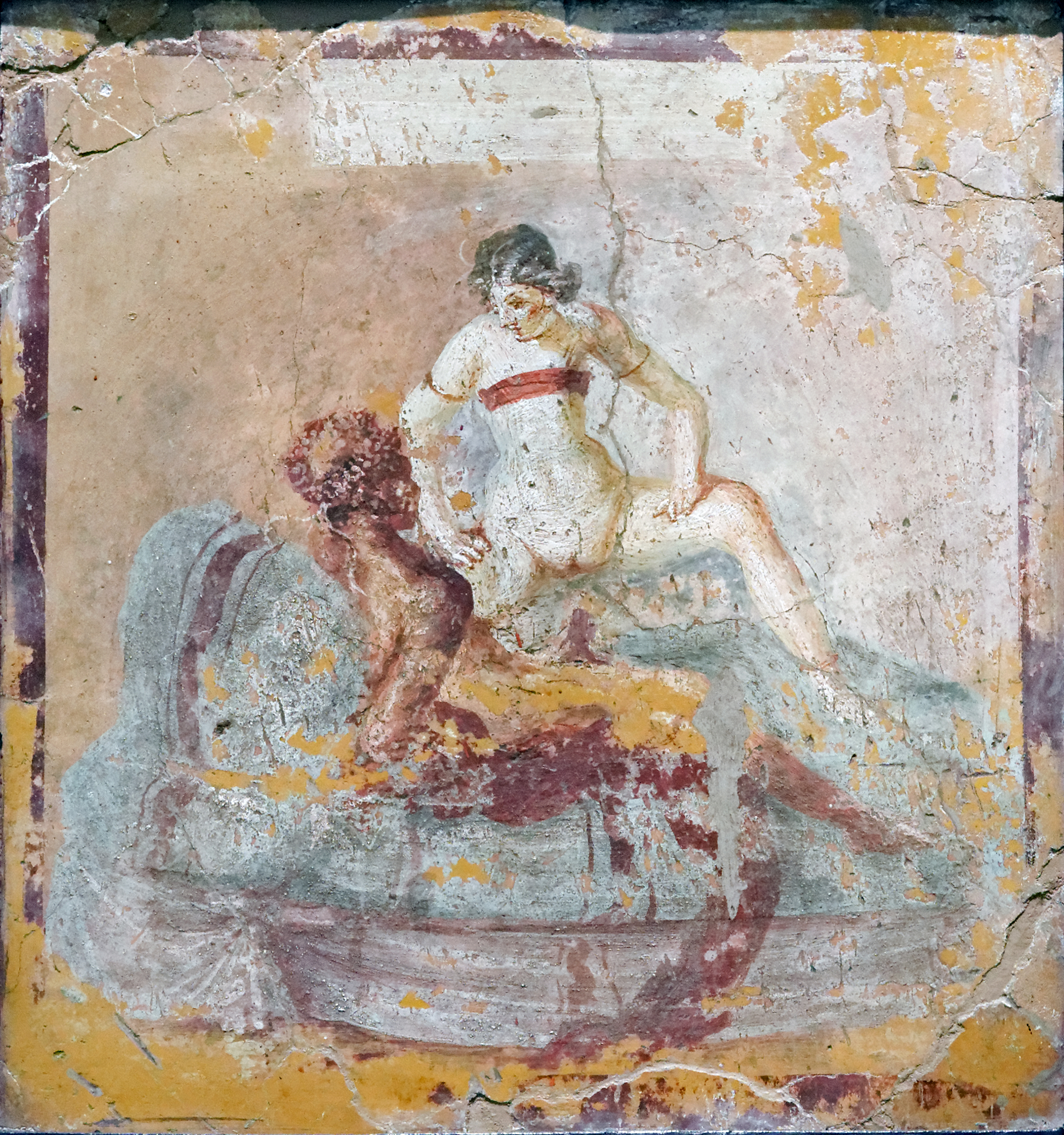
Uma cena erótica de um fresco de Pompéia, 1–50 d.C., Museu Secreto, Nápoles

A prostituição tem sido praticada em culturas antigas e modernas. A prostituição tem sido descrita como "a profissão mais antiga do mundo", embora isso não possa ser verificado e seja, muito provavelmente, incorreto.

## Oriente Próximo Antigo
O Oriente próximo antigo abrigava muitos santuários, templos ou "casas do céu", que eram dedicados a várias divindades. Esses santuários e templos foram documentados pelo historiador grego Heródoto em As Histórias, onde a prostituição sagrada era uma prática comum. Registros sumérios datados de cerca de 2400 a.C. são a menção registrada mais antiga da prostituição como ocupação. Esses documentos descrevem um bordel-templo operado por sacerdotes sumérios na cidade de Uruk. Esse kakum, ou templo, era dedicado à deusa Ishtar e abrigava três classes de mulheres. A primeira classe era permitida apenas para a realização de rituais sexuais no templo; a segunda classe tinha acesso aos terrenos e atendia os visitantes; e a terceira e mais baixa classe vivia nos terrenos do templo. A terceira classe também tinha liberdade para buscar clientes nas ruas.
Na região de Canã, uma parcela significativa das prostitutas de templo era masculina. A prostituição masculina também era amplamente praticada na Sardenha e em algumas das culturas fenícias, geralmente em homenagem à deusa Ashtart.
Em anos posteriores, a prostituição sagrada e classificações semelhantes para mulheres passaram a existir na Grécia, Roma, Índia, China e Japão. Tais práticas chegaram ao fim quando o imperador Constantino (Constantino, em português) nos anos 320 d.C. destruiu os templos das divindades e substituiu as práticas religiosas pelo cristianismo.

### Grécia

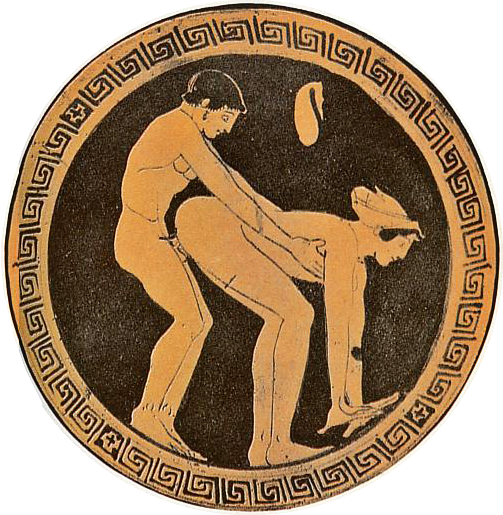
Uma cena erótica envolvendo um homem e uma prostituta hetaíra. Uma bolsa de dinheiro está pendurada na parede. A tondo de um copo de vinho Kylix da Grécia Antiga. 480–470 a.C.

### Roma

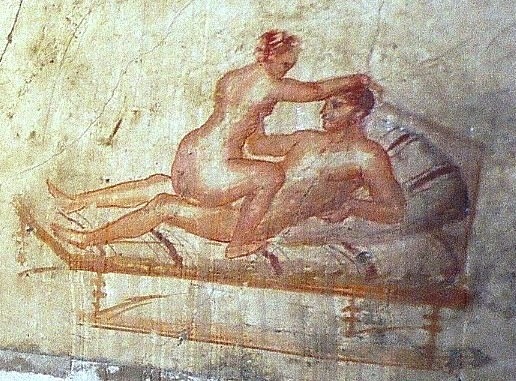
Fresco de um bordel em Pompéia

## O Império Otomano

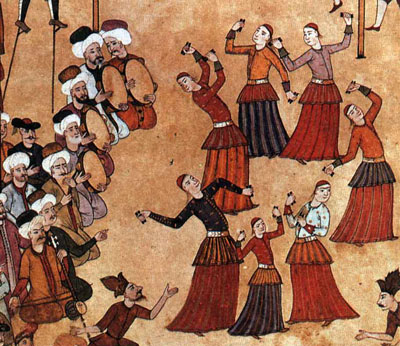
Troupe de Köçek em uma feira. Recrutados dentre os grupos étnicos colonizados, os köçek eram artistas e trabalhadores do sexo no Império Otomano.

## Japão

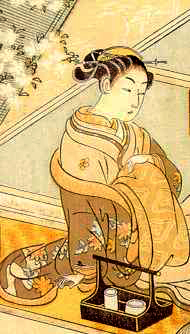
Uma oiran preparando-se para um cliente, xilogravura ukiyo-e de Suzuki Haronubu (1765)

## Europa Medieval

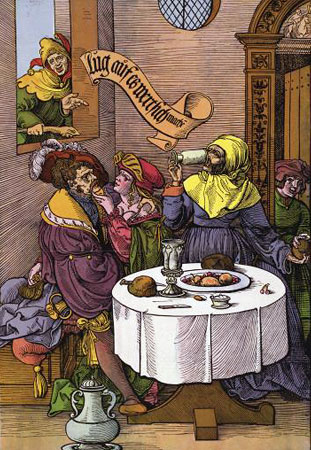
Uma representação medieval alemã da prostituição.

## Europa Moderna

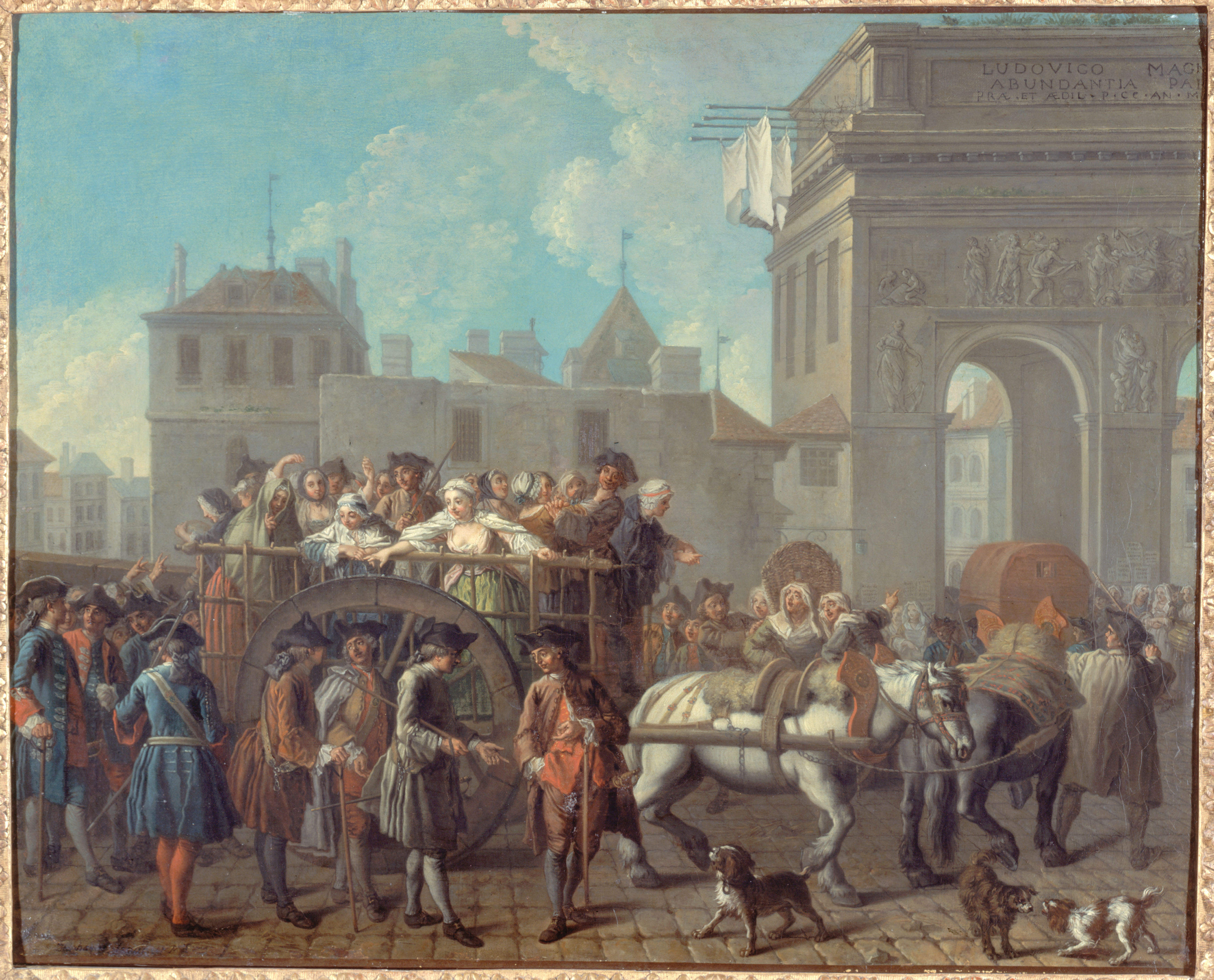
Prostituídas francesas sendo levadas à delegacia; pintura de Étienne Jeaurat

## Século XIX

Albertine na sala de espera do médico-legista, pintura de 1885–87 do escritor e pintor norueguês Christian Krohg ilustrando seu então muito polêmico romance Albertine, sobre a vida de uma prostituta